# رانغاكو

رمزان بنمط (الكانجي الياباني) لكتابة كلمة "رانغاكو" يُعبّران عن هذا المفهوم؛ حيث يُمثل الرمز الأول "ران" اختصارًا للكتابة الصوتية لكلمة "هولندا" في اليابانية (阿蘭陀 أو بشكل مبسّط 和蘭)، والتي تُلفظ "أوراندا"، وتم اختصارها إلى "ران" لأنها المقطع المشدد في اللفظ. أما الرمز الثاني "غاكو" فيعني "الدراسة" أو "التعلُّم".

الرانغاكو (باليابانية: 蘭学، ويُقصد به: العلم الهولندي)، ويمتد معناه إلى مصطلح آخر هو يوغاكو (باليابانية: 洋学 والذي يعني: العلم الغربي)، هو مجموع من المعارف التي طوّرتها ووطنتها اليابان عبر تواصلها مع المستوطنة الهولندية في ديجيما. فقد مكّن هذا التواصل اليابان من مواكبة التطور في التقانة والطب في الغرب، خلال الفترة التي أغلقت فيها اليابان أبوابها في وجه الأجانب، من عام 1641 إلى عام 1853، وذلك بفعل سياسة العزلة الوطنية التي فرضها نظام توكوغاوا الحاكم والمعروفة باسم الساكوكو.
من خلال الرانغاكو، تعلّم بعض الناس في اليابان العديد من جوانب الثورة العلمية والتقنية التي كانت تحدث في أوروبا في ذلك الوقت، مما ساعد اليابان على بناء أساس نظري وتقني للعلم، وهذا يفسر نجاح اليابان في تحقيق تحديث جذري وسريع بعد فتح البلاد قسرًا على التجارة الخارجية بضغط من أمريكا عام 1854.

## التاريخ

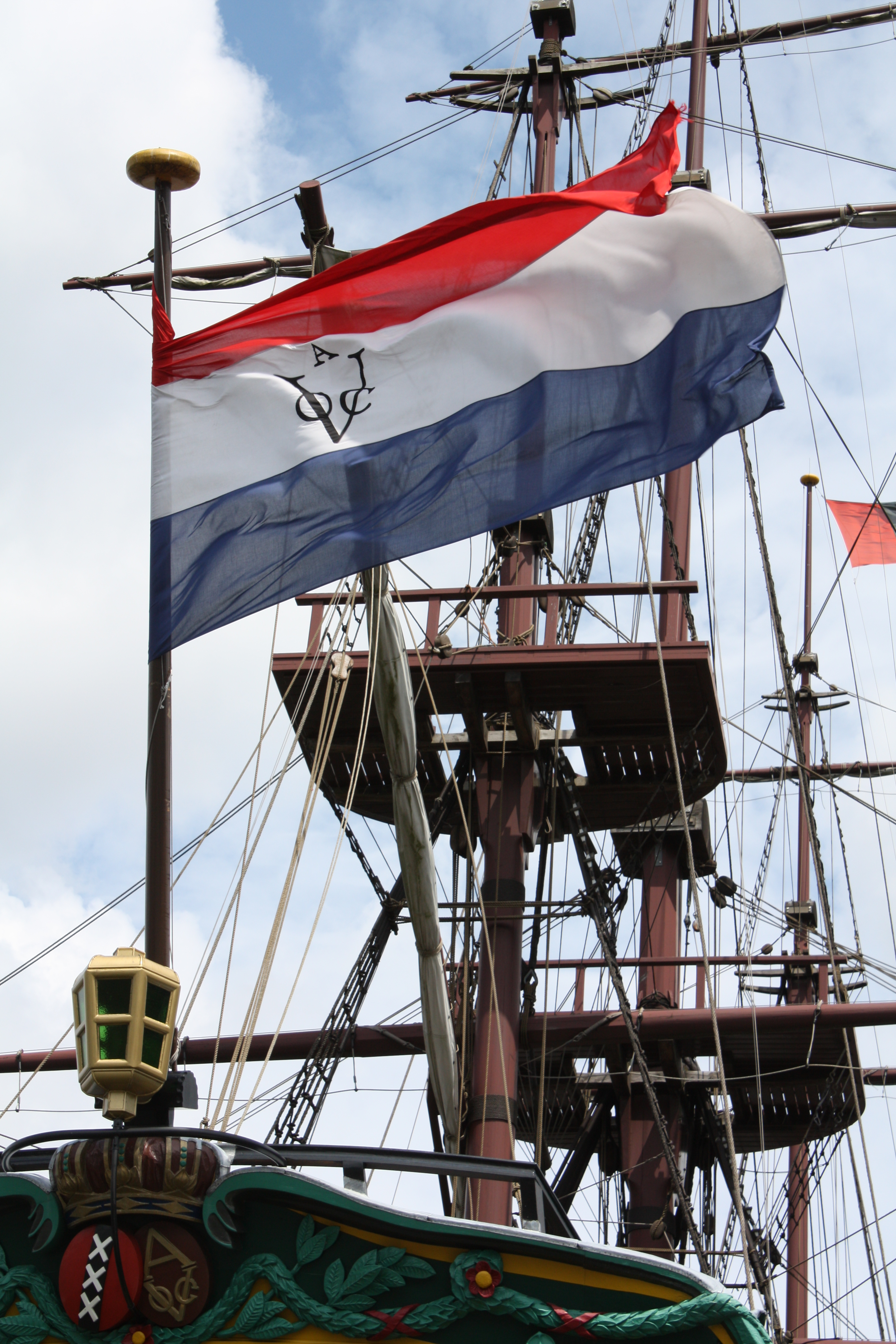
نسخة طبق الأصل من سفينة تابعة لشركة الهند الشرقية الهولندية / شركة الهند الشرقية المتحدة.

تاجروا هولندا في ديجيما بناغاساكي كانوا الأوروبيين الوحيدين المسموح بهم في اليابان من عام 1639 حتى 1853 (وكان للهولنديين مركز تجاري في هيرادو من 1609 حتى 1641 قبل أن ينتقلوا إلى ديجيما)، وكانت تحركاتهم مراقبة بدقة ومقيدة بشدة، حيث كانت محدودة في البداية برحلة واحدة سنويًا. مع ذلك، أصبحوا وسيلة أساسية لنقل بعض معارف الثورة الصناعية والعلمية التي كانت تحدث في أوروبا إلى اليابان: ففي عام 1720 رفع الحظر عن الكتب الهولندية، فاشترى اليابانيون وترجموا كتبًا علمية من الهولنديين، وحصلوا منهم على الصناعات اليدوية مثل الساعات، والأدوات الطبية، والخرائط، وبذور النباتات، وتلقوا عروضًا ابتكارية، بما في ذلك الظواهر الكهربائية، وكذلك تجربة لطيران منطاد في أوائل القرن التاسع عشر.
في المجمل، نُشرت آلاف هذه الكتب وطُبعت ووُزِّعت. كانت اليابان من أكبر مدن العالم من حيث الكثافة السكانية، إذ تجاوز عدد سكانها مليون نسمة في عصر إيدو، مما وفّر سوقًا واسعةً لهذه الكتب العلمية وباقي المقتنيات الأجنبية الأخرى. في المدن الكبرى، كانت هناك متاجر، مفتوحة لعامة الناس، متخصصةً تخصصا كليا في التحف الأجنبية.

### البدايات (1640–1720)
كانت المرحلة الأولى من الرانغاكو محدودة للغاية وخاضعة لرقابة مشددة. فبعد انتقال المركز التجاري الهولندي إلى ديجيما، تم تقييد التجارة وتبادل المعلومات وأنشطة الغربيين المتبقين، الذين أُطلق عليهم لقب "ذوو الشعر الأحمر" (الكوموجينيين)، بشكل كبير. حُظرت انذاك جميع الكتب الغربية باستثناء تلك المتعلقة بالملاحة والطب. في البداية، تولت مجموعة قليلة من المترجمين اليابانيين المتخصصين في اللغة الهولندية بمدينة ناغاساكي مهمة تسيير وتسهيل التواصل مع الأجانب ونقل بعض المعارف الغربية الجديدة للغة اليابانية.
كان يُطلب من الهولنديين سنويًا، في رحلاتهم إلى إيدو، أن يقدّموا تقارير عن أخبار العالم ويجلبوا مستجدات العالم لحاكم اليابان. سُمح في وقت لاحق للهولنديين، بجانب نشاطهم الرسمي في تجارة الحرير وجلود الغزلان، بمزاولة قدر من "التجارة الخاصة". فهكذا نشأ في منطقة ناغاساكي سوق صغير لكنه ساد لحاجة اليابانيين أصحاب الفضول حول العالم الغربي. بعد تعيين طبيب جراح دائم في المقر التجاري الهولندي بديجيما، بدأ كبار المسؤولين اليابانيين في طلب العلاج منه عندما يعجز الأطباء المحليون. كان من أبرز هؤلاء الجراحين كاسبار شامبيرغر، الذي ابدى اهتمامًا مستمرًا بالكتب الطبية والأدوات والعقاقير وطرق العلاج. في النصف الثاني من القرن السابع عشر، طلب كبار المسؤولين اليابانيين شراء المقاريب، الساعات، اللوح الزيتية، المجاهر، النظارات، الخرائط، كرات أرضية، طيور، كلاب، حمير وغيرها من النوادر في اليابان للترفيه الشخصي والدراسات العلمية.

### توطين العلوم الغربية (بداية مطلع عام 1720)

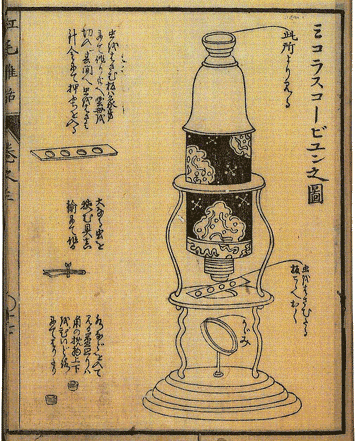
وصف وشرح للمجر باللغة اليابانية بعد بداية توطين العلوم في اليابان عام 1787

على الرغم من حظر معظم الكتب الغربية عام 1640، خفف الحاكم توكوغاوا يوشيموني القيود سنة 1720، مما أدى إلى تدفق عدد كبير من الكتب الهولندية وترجمتها إلى اليابانية. من أمثلة ذلك كتاب "أحاديث الهولنديين" (紅毛雑話، كومو زاتسوا، أي: دردشة أصحاب الشعر الأحمر) الذي نشره مورشيما تشوريو عام 1787، ودوّن فيه كثيرًا مما تلقاه اليابانيون من الهولنديين. يعرض الكتاب طيفًا واسعًا من الموضوعات؛ إذ يتحدث عن أدوات مثل المجاهر المناطيد، ويتناول مواضيع حول المستشفيات الغربية وعلومهم عن الأمراض، ويشرح تقنيات الرسم والطباعة على ألواح النحاس، ويبين تركيبة مولدات الكهرباء وتركيبة السفن الكبيرة، كما يورد آخر المعارف الجغرافية في الغرب آنذاك.
ببين عامي 1804 و1829، أنشأت حكومة الشوغون مدارس في جميع أنحاء البلاد، كما أسهمت المدارس في المعابد المعروفة باسم "تيراكويا" في نشر هذه الأفكار الجديدة على نطاق أوسع.
بحلول تلك الحقبة، مُنح المبعوثون والعلماء الهولنديون حرية أكبر في الوصول إلى المجتمع الياباني. وكان من بينهم الطبيب الألماني فيليب فرانز فون سيبولد، الذي كان مرافقًا للبعثة الهولندية، وقد أقام روابط علمية مع طلاب يابانيين ودعاهم للاطلاع على العلوم الغربية. وفي عام 1824، أسس فيليب مدرسة طبية في ضواحي ناغاساكي عُرفت باسم "ناروتاكي-جوكو" (鳴滝塾). سرعان ما أصبحت هذه المدرسة ملتقى لنحو خمسين طالبًا من مختلف أنحاء البلاد، حيث تلقوا تعليمًا طبيًا معمقًا وشاركوا في دراسات فون زيبولد في مجال الطبيعة.

### التوسع والتسييس (بداية مطلع عام 1839)

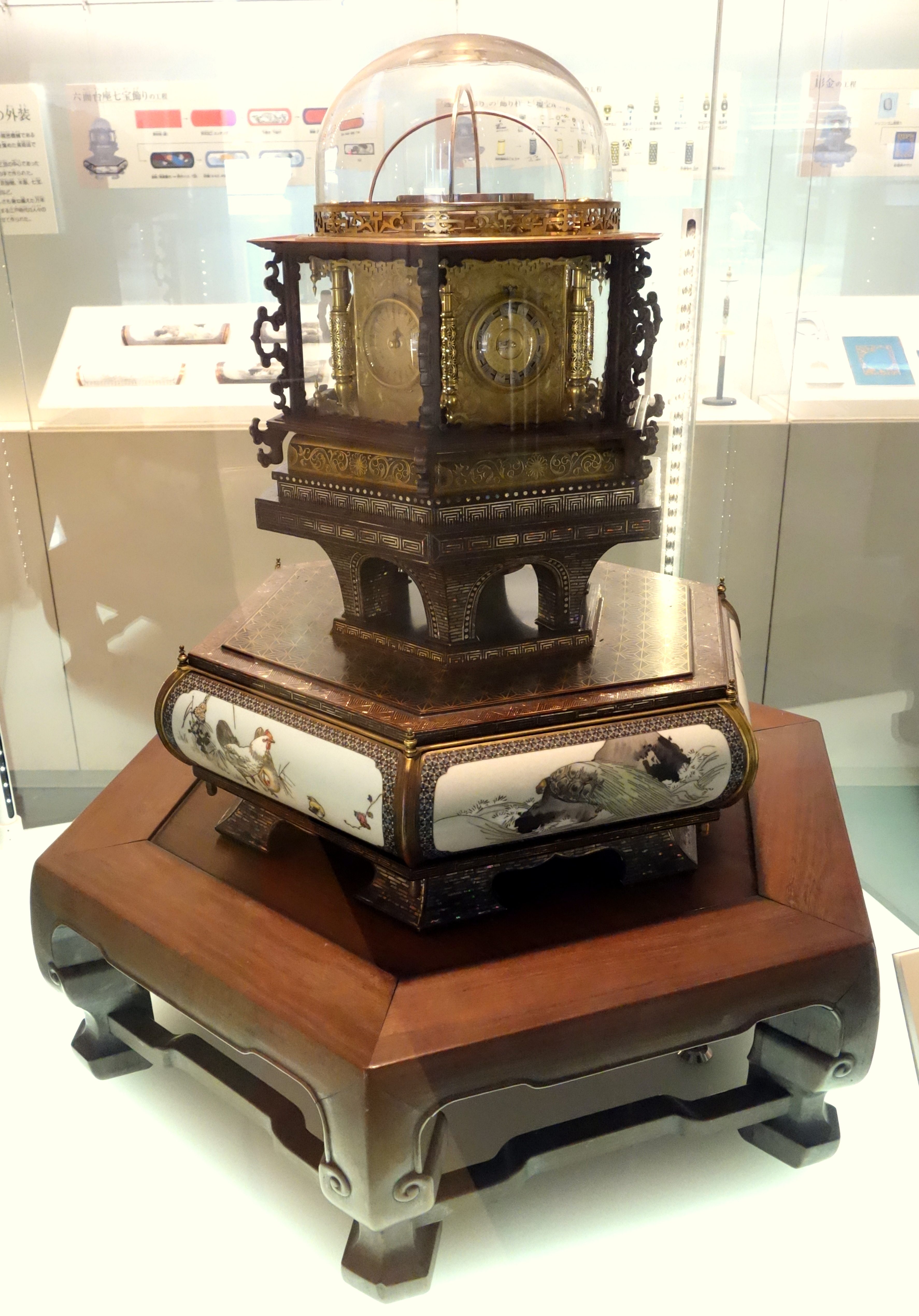
ساعة السنوات العديدة ، وهي ساعة دائمة الصنع (وادوكي)، صنعها تاناكا هيساشيجي في عام 1851 (المتحف الوطني للطبيعة والعلوم ، طوكيو)

أصبح حركة الرانغاكو أكثر انخراطًا في النقاش السياسي الياباني حول العزلة الخارجية، حيث توصل الى أن تقليد الثقافة الغربية سيقوي اليابان بدل أن يضرها. كما ساهم تيار الرانغاكو بشكل متزايد في نشر الابتكارات الغربية المعاصرة انذاك.
في عام 1839، تعرض علماء الدراسات الغربية (المعروفون باسم "رانغاكو-شا" 蘭学者) لقمع مؤقت من قبل شوغونية إيدو في حادثة تُعرف باسم "بانشا نو غوكو" (蛮社の獄؛ وتعني تقريبًا "سجن جمعية الدراسات البرابرة")، وذلك بسبب معارضتهم لتطبيق عقوبة الإعدام على الأجانب (عدا الهولنديين) الذين يقتربون من الشواطئ، والتي أصدرتها حكومة الشوغون حديثًا. قد أثارت هذه الحادثة ردود فعل مثل حادثة موريسون، حيث أُطلق النار على سفينة تجارية أمريكية غير مسلحة بموجب المرسوم الخاص بطرد السفن الأجنبية. وقد تم إلغاء هذا المرسوم في عام 1842.
في نهاية المطاف، أصبح حركة الرانغاكو غير ذي جدوى عندما انفتحت اليابان خلال العقود الأخيرة من حكم توكوغاوا (1853–1867). تم إرسال الطلاب إلى الخارج، وجاء عدد كبير من الموظفين الأجانب (المعروفين باسم "أوياتو غايكوكوجين") لتعليم وتقديم المشورة، مما أدى إلى تحديث سريع وغير مسبوق في اليابان.

## الأنواع العلمية الموطنة

### العلوم الطبية
بداية من حوالي عام 1720، بدأت الكتب في العلوم الطبية تصل من الهولنديين، حيث تم توطينها وترجمتها إلى اليابانية. نشأت نقاشات حادة بين مؤيدي الطب الصيني التقليدي وأنصار التعلم الغربي الجديد، مما أدى إلى موجات من التجارب والتشريح. أثارت دقة المعرفة الغربية إعجاب السكان، وأصبحت الكتب الموطنة الجديدة مثل "المخطوط المخزن" (蔵志، زوشي) لعام 1759 و"النص الجديد في التشريح" (解体新書، كايتاي شينشو) لعام 1774 مراجع هامة. كان الأخير تجميعًا أعده عدد من العلماء اليابانيين بقيادة سوجيتا جنباكو، استند في الغالب إلى كتاب "أونتليدكونديجيك تافيلن" الهولندي لعام 1734، والذي هو بدوره ترجمة لكتاب "أناتوميشه تابيلين" (1732) للمؤلف الألماني يوهان آدم كولموس.
في عام 1804، أجرى هاناوكا سيتشو أول عملية جراحية في العالم باستخدام التخدير العام، وذلك أثناء استئصال ورم سرطاني في الثدي. جمعت الجراحة بين الطب الصيني وتقنيات الجراحة الغربية. الحدث هذا جرى قبل نحو أربعين عامًا من الابتكارات الغربية المعروفة التي قدمها كروفورد لونغ وهوراس ولز ووليم مورتون، والتي تمحورت حول أدخالهم لثنائي إيثيل الإيثر في عام 1846 والكلوروفورم في عام 1847 كمخدرات عامة.
في عام 1838، أسس الطبيب والخبير الطبي أوجاتا كوان مدرسة معروفة باسم "تيكيجوكو", ومن أشهر خريجيها فوكوزاوا يوكيتشي وأوتوري كيسكي، اللذان أصبحا من الشخصيات البارزة في مسار تطوير اليابان. قام أوجاتا كوان بتأليف كتاب مقدمة في دراسة الأمراض (病学通論، بيُوغاكو تسورون) الصادر عام 1849، الذي يُعد أول كتاب عن علم الأمراض الغربية يُنشر في اليابان.

### العلوم الفيزيائية
كان بعض أوائل خبراء الرانغاكو منخرطين في استيعاب نظريات القرن السابع عشر في العلوم الفيزيائية. من أبرز هؤلاء شيزوكي تاداو (志筑忠雄)، المنحدر من الجيل الثامن لمترجمي الهولندية في أسرة شيزوكي بمدينة ناغاساكي، والذي أنجز أول تحليل منهجي لقواعد اللغة الهولندية، ثم ترجم النسخة الهولندية من كتاب مقدمة إلى الفيزياء الحقة (Introductio ad Veram Physicam) للمؤلف البريطاني جون كايل حول نظريات إسحاق نيوتن وصدر عام 1798. ابتكر شيزوكي تاداو العديد من المصطلحات العلمية التي ما زالت مستخدمة في اليابانية الحديثة، مثل "الجاذبية" (重力، جوريُوكو)، و"الطاقة الثقالة" (引力، إنريوكو) كما في الكهرطيسية، و"القوة الطاردة المركزية" (遠心力، إنشينريوكو). أما العالم الآخر في هذا المجال فهو هوآشي بانري (帆足万里)، الذي نشر عام 1810 دليلاً في العلوم الفيزيائية بعنوان كْيُوري-تسو (窮理通، ويعني: "حول القوانين الطبيعية")، وقد استند فيه إلى خلاصة من ثلاثة عشر كتابًا هولنديًا، علماً أنه تعلم الهولندية من قاموس ياباني-هولندي واحد فقط.

### العلوم الكهربائية
شاعت التجارب الكهربائية في اليابان منذ نحو عام 1770. فبعد اختراع قارورة ليدن سنة 1745، وصلت إلى اليابان أولى المولدات الكهروسكونية عبر الهولنديين في تلك الفترة، وذلك بوساطة هيراغا غينناي. كانت التيارات الساكنة تنتَج عبر احتكاك أنبوب زجاجي بقضيب مطلي بالذهب، مما يولد مؤثرات كهربائية. وقد أعاد اليابانيون تصنيع هذه القناني وتكييفها وأطلقوا عليها اسم "إيريكيتيرو" (エレキテル).
كان أول كتاب ياباني عن الكهرباء بعنوان أساسيات الإيريكيتيرو كما أتقنها الهولنديون (阿蘭陀始制エレキテル究理原، أوراندا شيْسي إيريكيتيرو كْيُوري-غين) من تأليف هاشيموتو سوكيتشي (橋本宗吉)، وقد كُتب سنة 1811، لكنه لم يُنشر قط، ولم يُعرف منه سوى نسخ منسوخة يدويًا. يتناول هذا المؤلف الظواهر الكهربائية، مثل التجارب على المولدات الكهربائية، وانتقال الكهرباء عبر جسم الإنسان، كما يستعرض تجارب بنجامين فرانكلين على البرق التي أجراها سنة 1750.

### الكيمياء

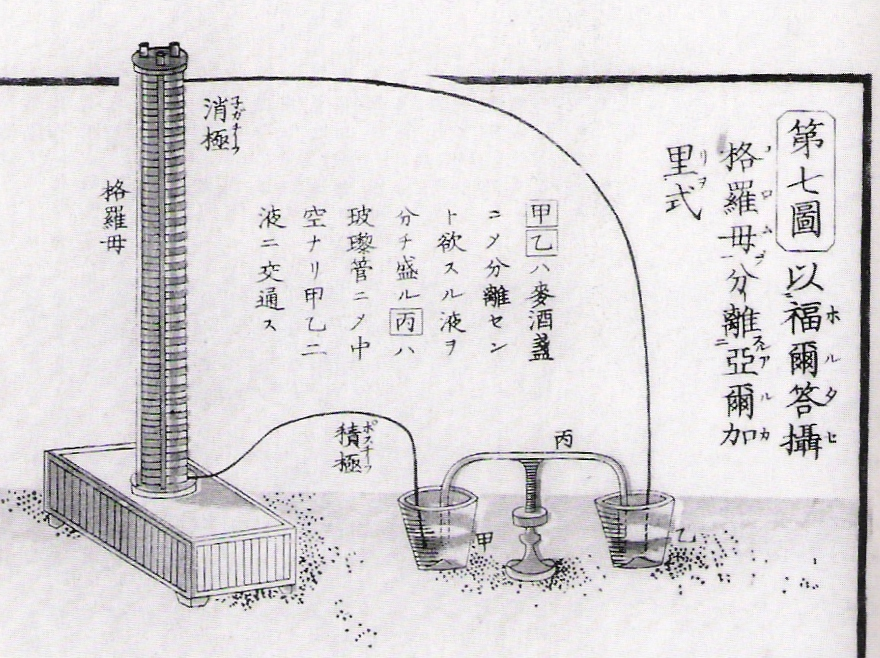
وصف لمدخرة ألساندرو فولتا في كتاب المبادئ الافتتاحية للكيمياء لأوداجاوا، الذي نُشر عام 1840. عنوان الكتاب هو "تحلل القلوي باستخدام عمود ألساندرو فولتا".

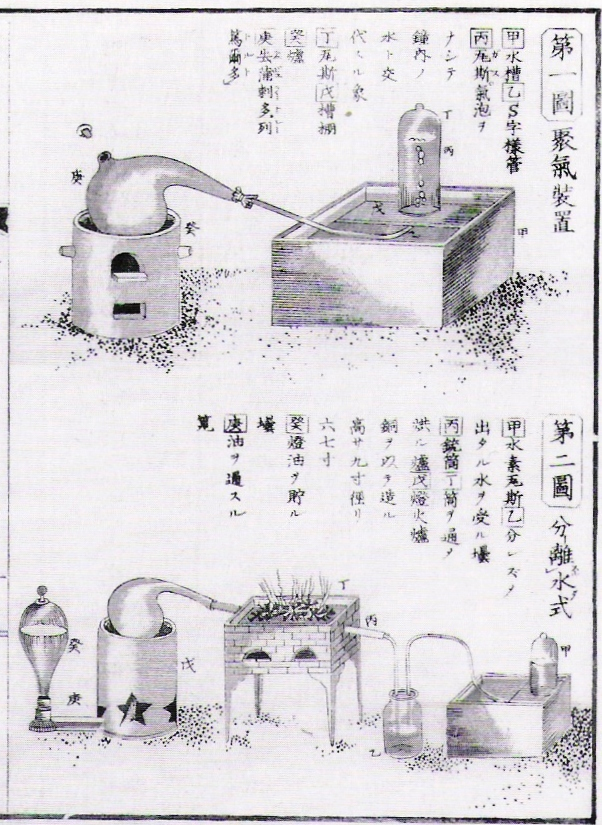
التجارب الكيميائية التي أجراها أنطوان لافوازييه على الأكسجين في كتاب سيمي كايسو لأوداجاوا عام 1840

في سنة 1840، نشر أوداغاوا يوان مؤلفه المبادئ التمهيدية للكيمياء (舎密開宗، سيمي كايسو)، وهو مصنّف يستند إلى مجموعة كتب علمية هولندية ويقدّم طيفًا واسعًا من المعارف العلمية الغربية. يُعتقد أن معظم المواد الأصلية الهولندية في الكتاب مستقاة من مؤلف ويليام هنري عناصر الكيمياء التجريبية الصادر عام 1799. يضمّ الكتاب وصفًا دقيقًا للمدخرة الكهربائية التي اخترعها أليساندرو فولتا قبل أربعين عامًا. وكان أوداغاوا قد صنع بنفسه نموذجًا من هذه المدخرة سنة 1831 وأجرى بها تجارب مختلفة، من بينها تجارب طبية استنادًا إلى اعتقاد بأن الكهرباء قد تساهم في شفاء الأمراض.
يوثّق عمل أوداغاوا لأول مرة في اليابان تفاصيل اكتشافات أنطوان لافوازييه ونظرياته. بناءً على ذلك، أجرى أوداغاوا تجارب علمية وابتكر مصطلحات علمية جديدة لا تزال مستخدمة حتى اليوم في اليابانية العلمية الحديثة، مثل: "الأكسدة" (酸化، سانكا)، و"الاختزال" (還元، كانغين)، و"الإشباع" (飽和، هووا)، و"العنصر" (元素، غينسو).

### العلوم البصرية

#### المقاريب
أُهدي أول مقراب وصل إلى اليابان إلى توكوغاوا لياسو سنة 1614، من قِبل القبطان الإنجليزي جون ساريس بمساعدة وليم آدامز، وذلك خلال بعثة ساريس لافتتاح التجارة بين إنجلترا واليابان. وقد جاء هذا بعد ست سنوات فقط من اختراع المقراب على يد الهولندي هانس ليبرشي في عام 1608. في وقت لاحق شاع استخدام المراقيب الكاسرية بين السكان خلال فترة إيدو، على الصعيد الترفيهي والعلمي في نفس الوقت.

بعد سنة 1640، واصل الهولنديون إطلاع اليابانيين على اخر التطورات التقنية للمراقيب. بحلول سنة 1676 تم جلب أكثر من 150 مقرابًا إلى ناغاساكي. في سنة 1831، بعد أن قضى صانع الأسلحة السابق كونيتومو إيكّانساي عدة أشهر في إيدو تعرّف فيها على المنتجات الهولندية، صنع أول مقراب عاكس في اليابان من نوع غريغوري. بلغ تقريب هذا المقراب 60 مرة، مما مكنه من دراسة البقع الشمسية وتضاريس القمر بتفصيل كبير. ولا تزال أربعة من مراقيبه محفوظة حتى اليوم.

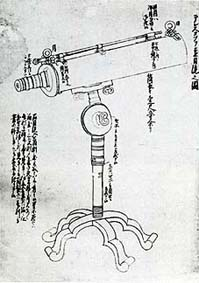
مقراب كونيتومو العاكس ، 1831
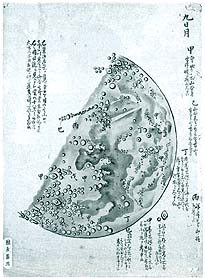
نتيجة لعملية مراقبة للقمر عبر مقراب كونيتومو في عام 1836

#### المجاهر
اخترعت المجاهر في هولندا خلال القرن السابع عشر، لكن من غير المأكد متى وصلت تحديدًا إلى اليابان. غير أن أوصافًا واضحة للمجاهر وردت في كتاب أحاديث ليل ناغاساكي (باليابانية: 長崎夜話草 النطق بالأبجدية العربية: ناغاساكي ياوا سُو) المؤلف سنة 1720، وفي كتاب أقوال الهولنديين الصادر سنة 1787. ركز اليابانيون على استخدام المجاهر في علم الحشرات، فقدموا أوصافًا دقيقة ومفصلة لها.

### العلوم الآلية

#### الدمى الآلية
الكاراكوري (からくり) هي دمى متحركة آلية ابتكرها اليابانيون بين القرنين الثامن عشر والتاسع عشر. معنى مصطلح كاراكوري هو "الآلة" أو "الأداة"، وتحمل أيضًا دلالات على الخداع أو الحيل الآلية. استوعب اليابانيون فكرة الآلات ذاتية الحركة التي كانت قد أبهرت المفكرين الأوروبيين مثل رينيه ديكارت، الذي استلهم منها نظرياته الآلية عن الكائنات الحية، وفريدرش الذي كان يستمتع باللهو بالآلات المتحركة وألعاب الحروب المصغرة.
تم تطوير العديد من الآلات من هذا النوع، وكان معظمها لأغراض التسلية والترفيه، فتنوّعت بين آليات لتقديم الشاي وأخرى لرمي السهام. أصبحت هذه الدمى الآلية بمثابة نماذج أولية للمحركات التي اعتمدت عليها الثورة الصناعية لاحقًا. كانت هذه الدمى تعمل بآليات نابضية شبيهة بتلك المستخدمة في الساعات.

#### الساعات

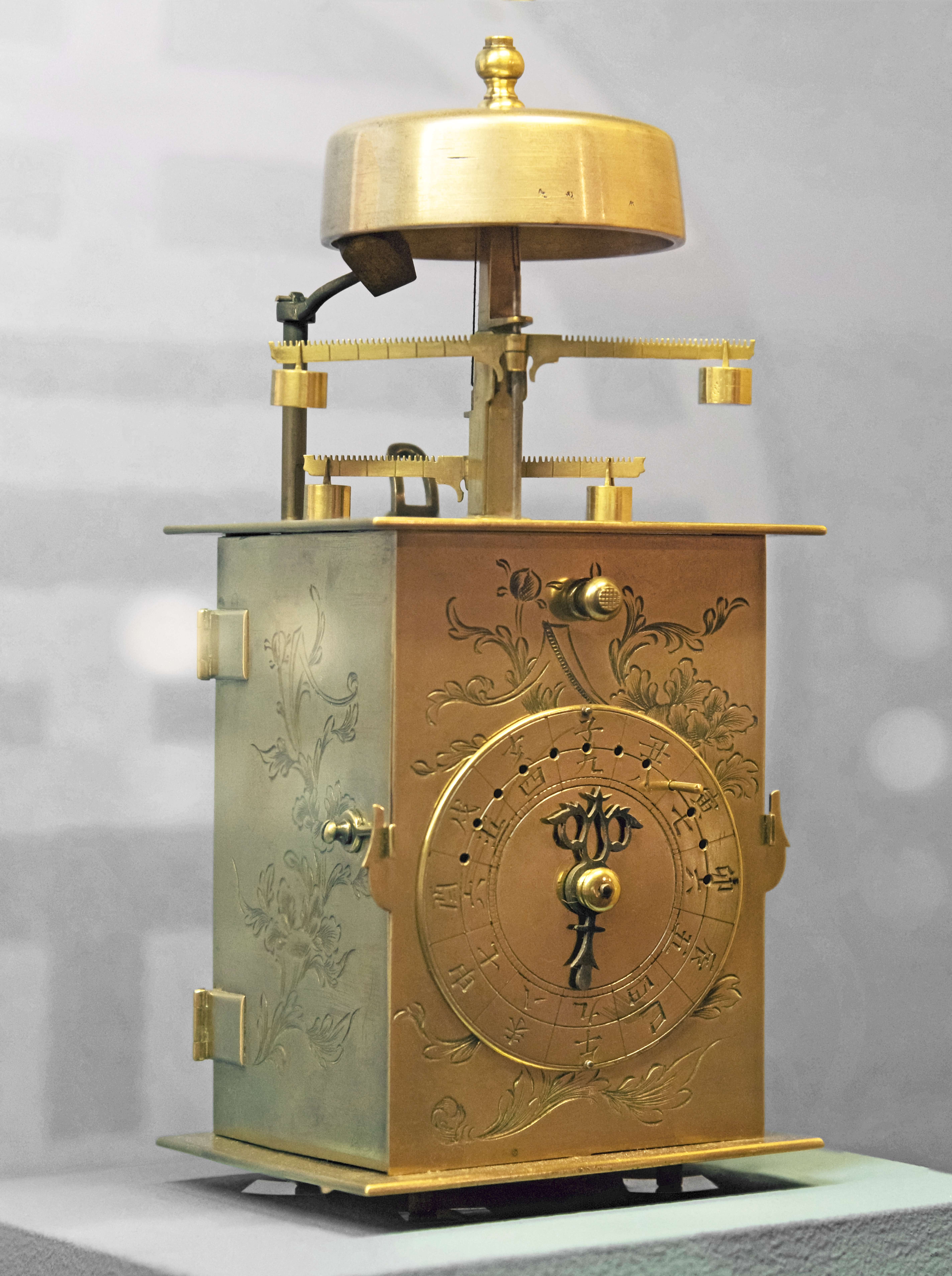
ساعة يابانية من القرن الثامن عشر

لقد أُدخِلت الساعات الآلية إلى اليابان في القرن السادس عشر عن طريق المبشّرين النصارى أو التجّار الهولنديين. كانت تلك الساعات من طراز "الساعات الفانوسية"، وغالبًا ما كانت مصنوعة من النحاس أو الحديد، وتستعمل منظومة الميزان النابض مع عجلة التوازن، وهي آلية بدائية نسبيًا. أدى ذلك لاحقا إلى تطوير او اختراع ساعة يابانية محلية عُرفت باسم "وادوكِي" (和時計).

#### المضخات

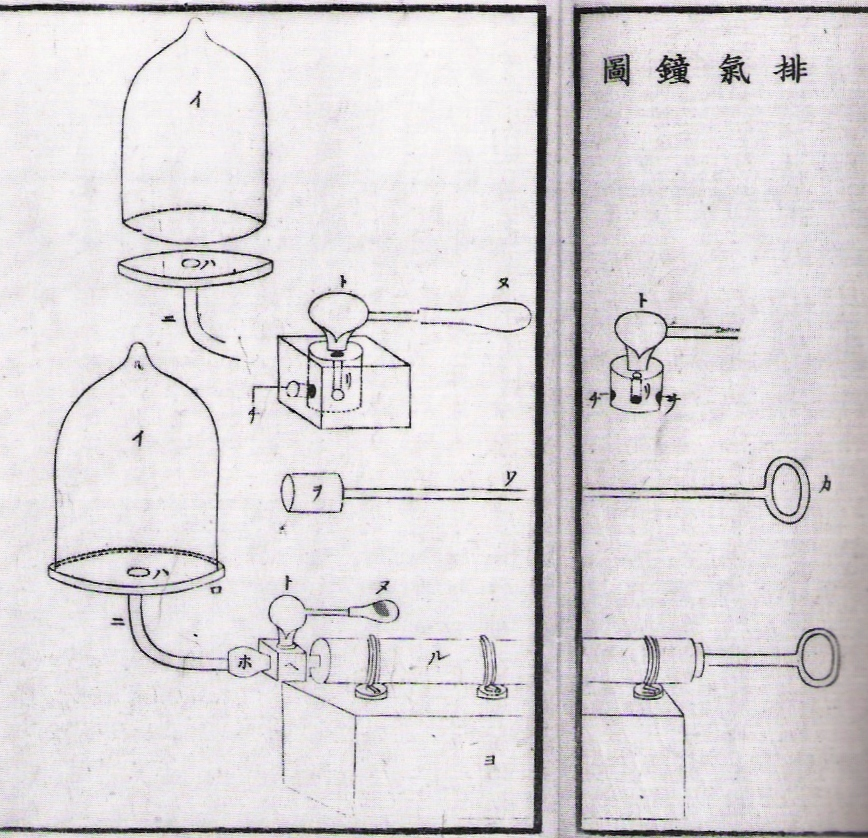
رسم لمضخة تفريغ يابانية، عام 1834.

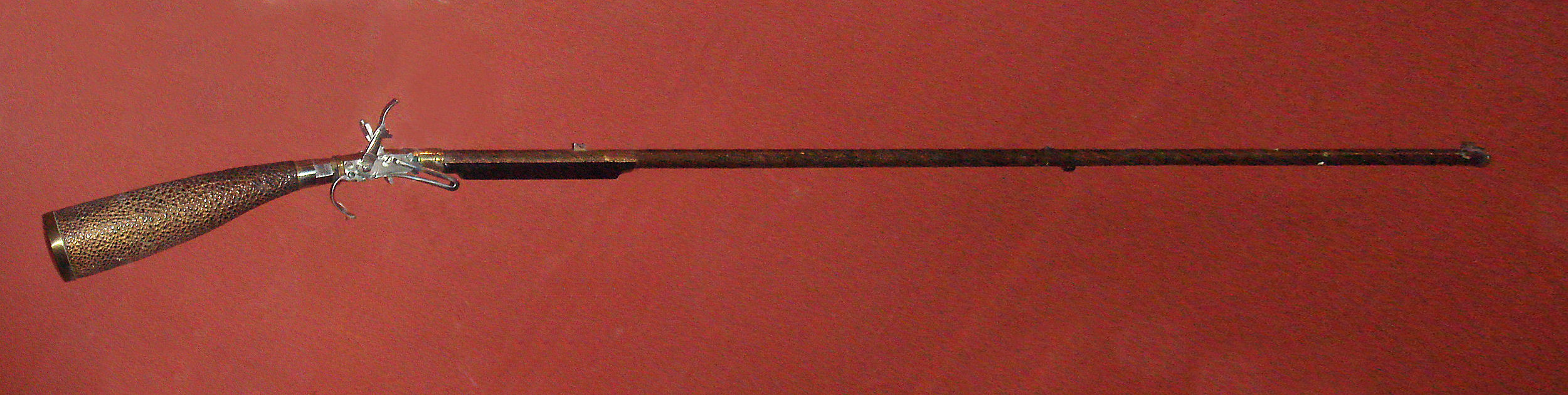
بندقية ضغط هوائي طورها كونيتومو ، حوالي عام 1820- وعام 1830

شاعت آليات ضخ الهواء في أوروبا منذ حوالي عام 1660 بعد تجارب روبرت بويل. في اليابان، ظهر أول وصف لمضخة تفريغ في كتاب أويتشي رينسو (青地林宗) عام 1825 بعنوان «الملاحظات الجوية» (気海観瀾، كيكاي كانران)، وبعد ذلك بوقت قليل ظهرت مضخات الضخ ومضخات التفريغ في ملحق لكتاب أوداجاوا شينساي (宇田川榛斎) عام 1834 بعنوان «ملحق حول الطب الغربي وأشياء وأفكار بارزة» (遠西医方名物考補遺، إينسي إهو ميبوتسو كو هوي). استُخدمت هذه الآليات لإثبات ضرورة الهواء للحياة الحيوانية وغيرها من الأمور.

عثر لاحقا على العديد من التطبيقات العملية للمضخات، مثل صناعة بنادق ضغط الهواء على يد كونيتومو إكانساي، بعد أن قام بإصلاح وتحليل آليات بعض بنادق ضغط الهواء الهولندية التي أُهديت للشوغون في إيدو. تطورت صناعة واسعة للمصابيح الزيتية القابلة للتزويد المستمر، والتي استُمدت أيضًا بواسطة كونيتومو إكانساي من آلية بنادق ضغط الهواء، حيث يتم تزويد الزيت بشكل مستمر عبر آلية ضغط هوائي. كما طور كونيتومو تطبيقات زراعية لهذه التقنيات، مثل مضخة عملاقة تعمل بواسطة ثور، لرفع مياه الري.

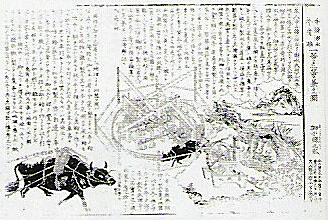
"مضخة شفط تعمل بواسطة ثور" من إنتاج شركة كونيتومو (إعلان عام 1810)
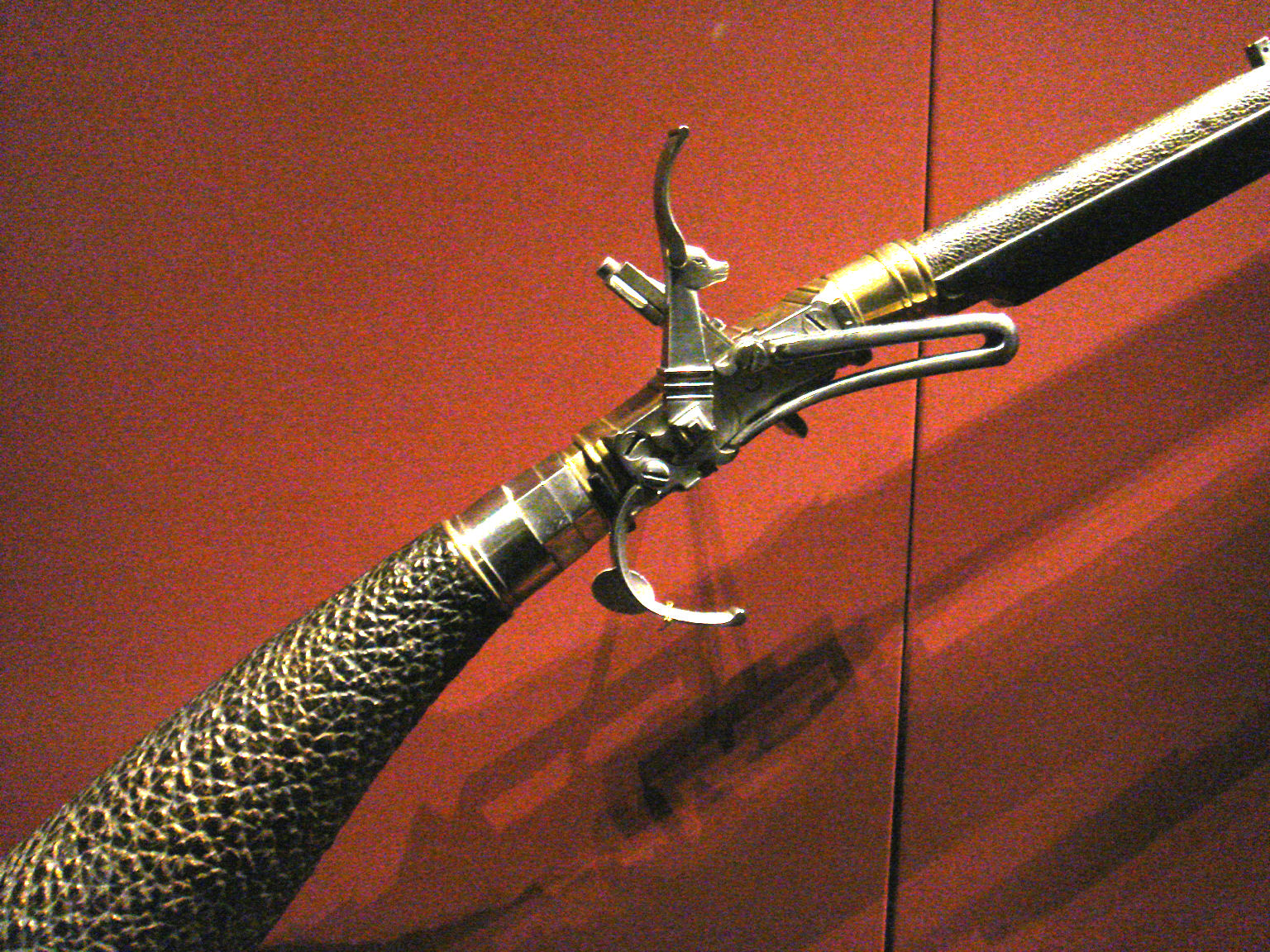
آلية الزناد لبندقية الضغط الهوائي

#### علوم الطيران والتجارب الجوية

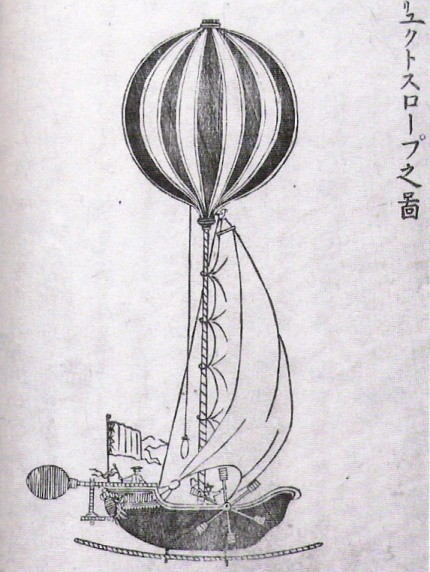
رسم لمنطاد غربي، من كتاب أقوال الهولنديين عام 1787

نقل الهولنديون لليابانيون في ديجيما خبر أول رحلة عبر المنطاد التي أجراها الأخوان مونغولفييه في فرنسا سنة 1783، ثم نُشر هذا الخبر في كتاب أقوال الهولنديين سنة 1787.
في سنة 1805، أي بعد نحو عشرين عاماً، صنع العالِمان السويسري يوهان كاسبار هورنر والبروسي غورغ هاينريش فون لنغسدورف وهما من بعثة كروزنشتيرن التي رافقت أيضاً السفير الروسي نيكولاي ريزاروف إلى اليابان، منطاداً من ورق الواشي الياباني، وقدما عرضاً لهذه التقنية الجديدة أمام نحو ثلاثين مبعوثاً يابانياً.
ظلّت المناطيد مجرّد فضول علمي وموضوعاً للتجارب والرسوم الشعبية، إلى أن بدأ تطوير استخدامها العسكري في مطلع فترة مييجي.

#### المحركات البخارية

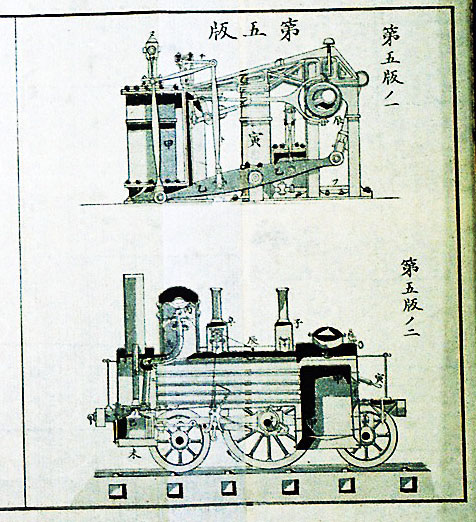
الرسمة مقتبسة من الكتاب الياباني "الأجهزة العجيبة في الغرب البعيد" ، الذي اكتمل في عام 1845 ولكن نُشر في عام 1854

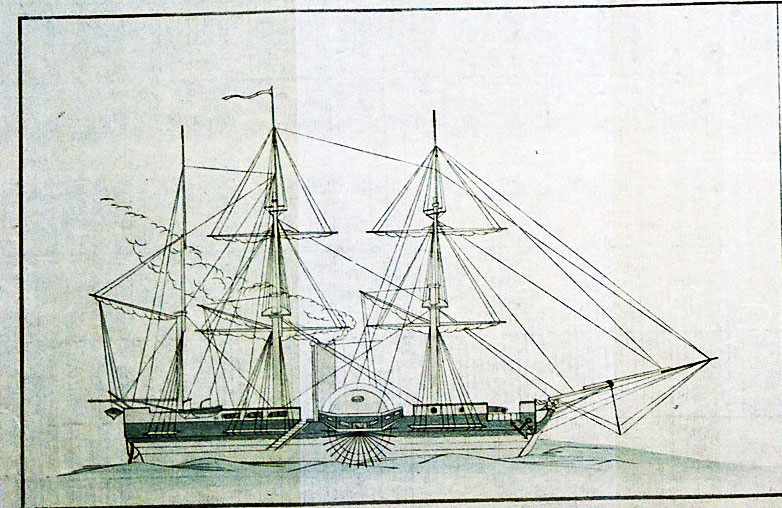
سفينة بخارية موصوفة في كتاب "الأجهزة العجيبة في الغرب البعيد"

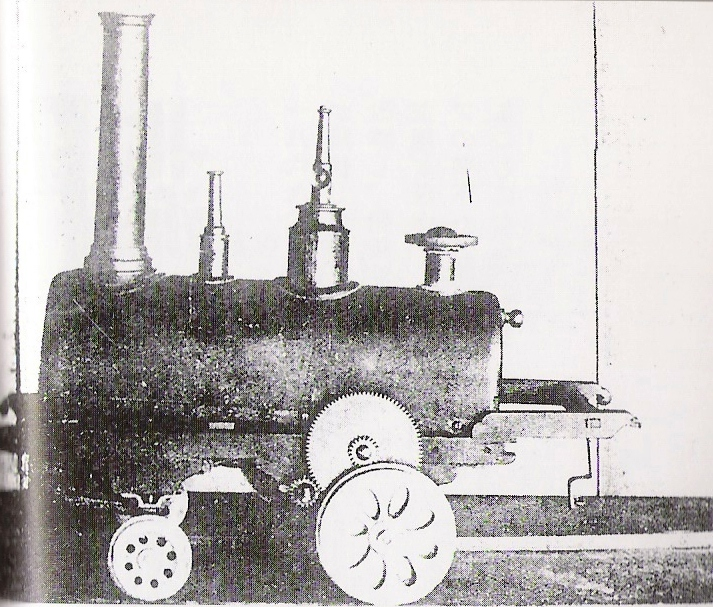
أول محرك بخاري في اليابان، تم تصنيعه في عام 1853 بواسطة تاناكا هيساشيجي

بدأ انتشار المعرفة بالمحركات البخارية في اليابان خلال النصف الأول من القرن التاسع عشر، إلا أن أولى المحاولات الموثقة لصناعة محرّك بخاري تعود إلى جهود تانكا هيساشيغه سنة 1853، وذلك بعد أن قدّم السفير الروسي يففيمي بوتياتين عرضًا عمليًا لمحرّك بخاري عقب وصوله إلى ناغاساكي في 12 أغسطس 1853.
أتمّ كواموتو كومن في حقبة الرنغاكو سنة 1845 تأليف كتاب بعنوان الأجهزة العجيبة في الغرب البعيد (遠西奇器述، النطق بالأبجدية العربية: إنسي كيكي جوتسو)، لكنه لم يُنشر إلا سنة 1854، حين أصبح من الواضح ضرورة نشر المعارف الغربية مع انفتاح اليابان على العالم إثر قدوم الأسطول الأمريكي بقيادة ماثيو كالبرايث بيري، وما تبع ذلك من تزايد الاحتكاك مع الدول الصناعية الغربية. يتضمن الكتاب أوصافًا دقيقة للمحركات البخارية والسفن البخارية. يُروى أن كواموتو كومن كان قد أجّل نشر الكتاب بسبب الحظر الذي فرضه الشوغون على بناء السفن الكبيرة.

### الجغرافيا

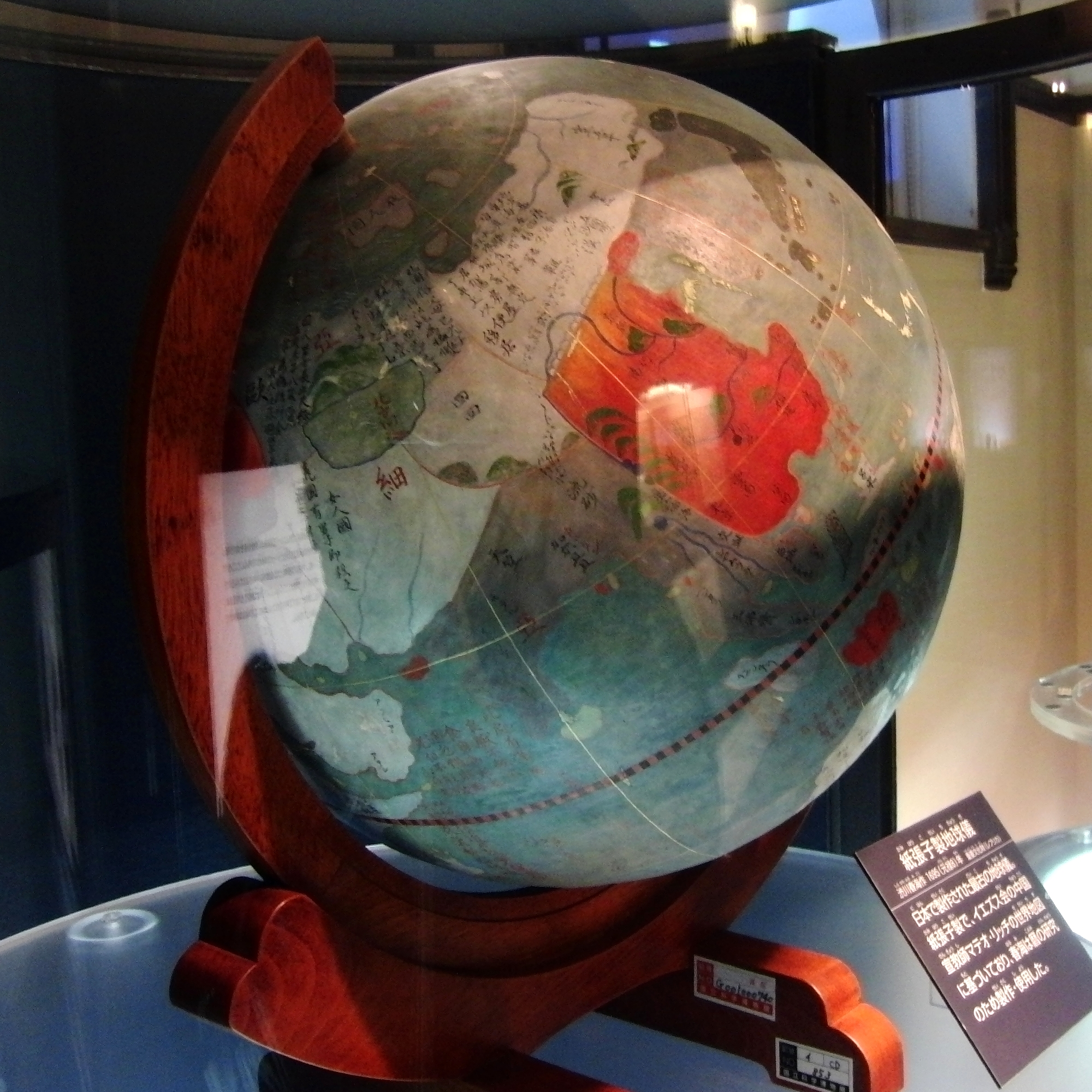
كرة أرضية من الورق المعجّن صُنعت سنة 1695 على يد شيبوكوا شونكاي. تُعدّ هذه الكرة إحدى الممتلكات الثقافية الهامة في اليابان، وتُعرض حاليًا في المتحف الوطني للعلوم والطبيعة في طوكيو.

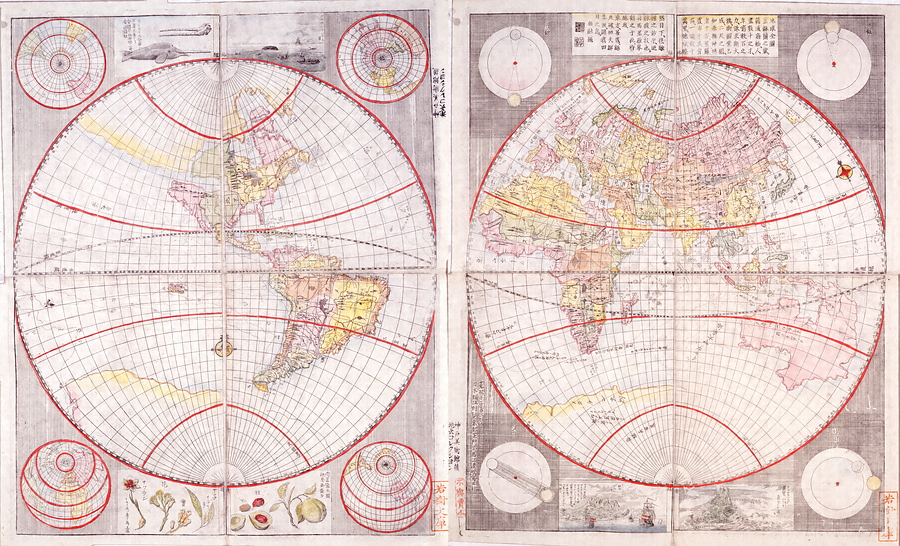
خريطة عالمية يابانية نشرت عام 1792، تم صنعها من قبل شيبا كوكان.

تم نقل المعرفة الجغرافية الحديثة للعالم إلى اليابان خلال القرن السابع عشر عبر النسخ الصينية من خرائط ماتيو ريشي، بالإضافة إلى مجسمات الكرة الأرضية التي جلبها إلى إيدو رؤساء مركز تجارة شركة الهند الشرقية الهولندية في ديجيما. كانت هذه المعرفة تُحدَّث بانتظام عبر المعلومات الواردة من الهولنديين، مما مكّن اليابانيين من تكوين فهم جغرافي للعالم يعادل تقريبًا ما كان لدى الدول الغربية المعاصرة آنذاك. بناءً على هذه المعارف، صنع شيبوكوا شونكاي أول كرة أرضية يابانية سنة 1690.
خلال القرنين الثامن عشر والتاسع عشر، بُذلت جهود كبيرة في المسح والخرائطية لخريطة اليابان، عادة باستخدام التقنيات والأدوات الغربية. أشهر الخرائط التي استُخدمت فيها تقنية المسح الحديثة كانت خرائط إينو تاداتاكا التي أُنجزت بين عامي 1800 و1818، واستخدمت كخرائط نهائية لليابان لما يقرب من قرن كامل. ولا تختلف هذه الخرائط كثيرًا في دقتها عن الخرائط الحديثة، تمامًا كما هو الحال مع خرائط الأراضي الأوروبية المعاصرة.

### الأحياء
شهد وصف العالم الطبيعي تقدماً ملحوظاً من خلال حركة الرانغاكو, فقد تأثر ذلك بالموسوعيين ودُعم على يد فيليب فرانز فون سيبولد (طبيب ألماني يعمل لدى الهولنديين في ديجيما). قام كيسوكي إيتو بتأليف كتب تصف أنواع الحيوانات في جزر اليابان، مع رسومات ذات جودة تقارب التصوير الضوئي.
بعد حركة الرانغوكو, شاع علم الحشرات للغاية وتم نشر تفاصيل دقيقة عن الحشرات، غالباً ما تم الحصول عليها باستخدام المجاهر.
في حالة نادرة تُعرف بالرانغاكو العكسي (أي انتقال علوم اليابان الانعزالية إلى الغرب)، تم جلب رسالة عام 1803 عن تربية دودة القز وصناعة الحرير، تحت عنوان "الملاحظات السرية عن تربية دودة القز" (養蚕秘録)، إلى أوروبا بواسطة فون سيبولد، وتمت ترجمتها إلى الفرنسية والإيطالية في عام 1848، مما ساهم في تطوير صناعة الحرير في أوروبا.

### كتب اخرى
ملاحظات تعليمية عن الكاراكوُري (機訓蒙鑑草) 1730.
الرياضيات: نص الحساب على الطريقة الغربية (西洋算書).
البصريات: صناعة المقاريب (遠鏡製造).
صناعة الزجاج: إنتاج الزجاج (硝子製造).
العسكرية: تكتيكات الأسلحة الثلاثة (三兵答古知幾)، لتاكانو تشوئي حول تكتيكات الجيش البروسي، 1850.

### الحقبة الأخيرة لحركة الرينغاكو

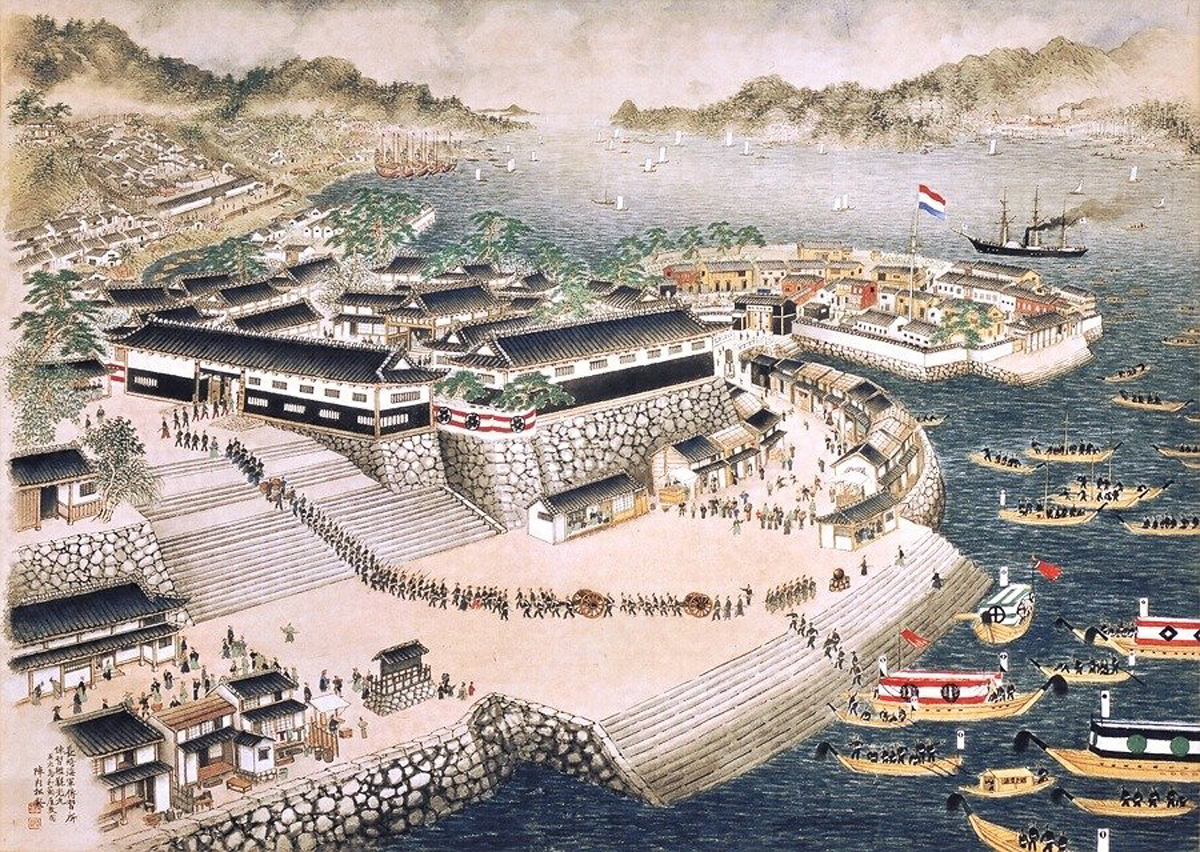
مركز ناغازاكي للتدريب البحري ، في ناغازاكي ، بجوار ديجيما

بعد زيارة العميد ماثيو كالبرايث بيري، استمرت هولندا في لعب دور رئيسي في نقل المعرفة الغربية إلى اليابان لفترة من الزمن. اعتمدت اليابان بشكل كبير على الخبرة الهولندية لتعلم أساليب الشحن الغربية الحديثة. لذلك، تم إنشاء مركز تدريب للبحرية في ناغازاكي عام 1855 عند مدخل ديجيما، مما سمح بأقصى تفاعل مع العلوم البحرية الهولندية. من عام 1855 حتى 1859، كان التعليم تحت إشراف ضباط البحرية الهولندية، قبل نقل المدرسة إلى تسوكيدجي في طوكيو، حيث برز دور المعلمين الإنجليز.
جُهز مركز التدريب بأول سفينة حربية بخارية يابانية، وهي "كانكو مارو"، التي أهدتها حكومة هولندا في نفس العام. تُعتبر هذه السفينة من آخر الإسهامات الكبرى للهولنديين في تحديث اليابان، قبل أن تنفتح البلاد على تأثيرات أجنبية متعددة.

### التأثير الباقي من حركة الرانغاكو
واصل الباحثون من حقبة الرانغاكو لعب دورٍ رئيسي في تحديث اليابان. فباحثون مثل فوكوزاوا يوكيتشي، أوتوري كيسوكي، شوين يوشيدا، كاتسو كايشو، وساكاموتو ريوما، بنوا على العلوم التي تم اكتسابها خلال فترة العزلة اليابانية.

## خبراء بارزون

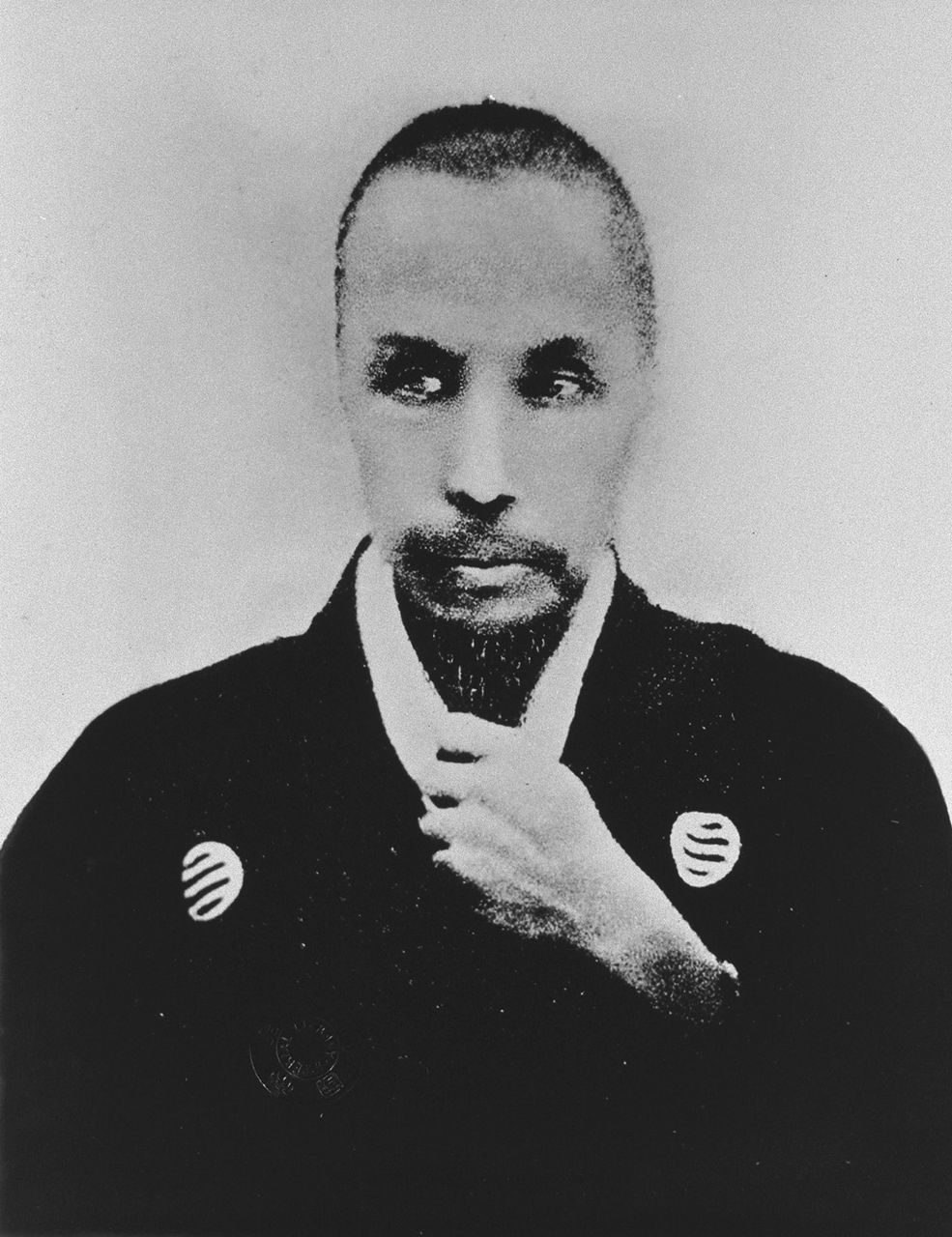
ساكوما شوزان (، 1811–1864)

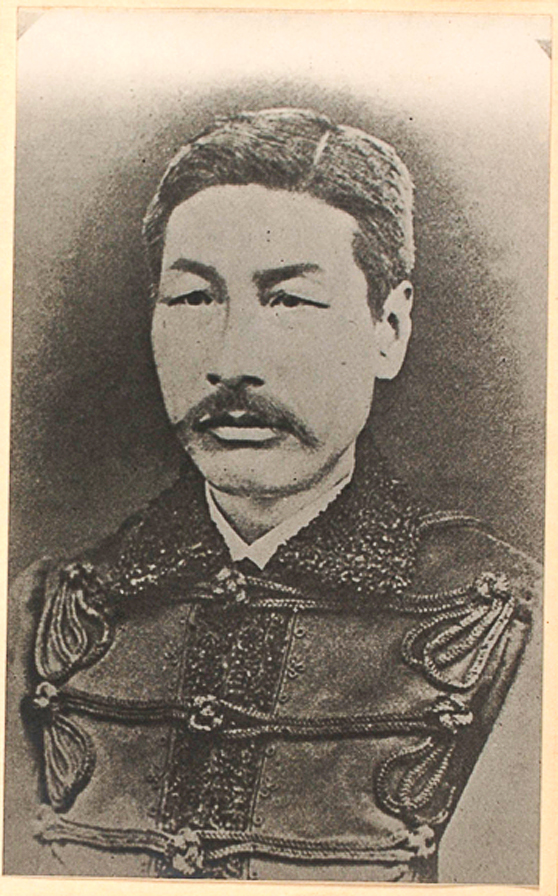
تاكيدا أيسابورو (، 1827–1880)

- أراي هاكوسيكي (1657–1725)، مؤلف "سيران إيجين" و"سييو كيبيون".
- آوكي كونيو (1698–1769).
- مائينو ريوتاكو (1723–1803).
- يوشيو كوجو (1724–1800)، مترجم وجامع وعالم.
- أونو رانزان (1729–1810)، مؤلف "تصنيف النباتات".
- هيراغا جيناي (1729–1779)، مؤيد جهاز "الإلكتير".
- غوتو غونزان.
- كاجاوا شوان.
- سوجيتا جينباكو (1733–1817)، مؤلف "الكتاب الجديد في التشريح".
- أسادا جوريو (1734–1799).
- شيبا كوكان (1747–1818)، رسام.
- شيزوكي تاداو (1760–1806)، مؤلف "الكتاب الجديد لظواهر التقويم" ومترجم كتاب "ساكوكورون".
- هاناوكا سيسيو (1760–1835)، أول طبيب أجرى جراحة باستخدام التخدير العام.
- تكاهاشي يوشيتوكي (1764–1804).
- موتوكي شوئي (1767–1822).
- أوداجاوا جينشين (1769–1834)، مؤلف "المجلد الجديد للرعاية العامة".
- آوجي رينسو (1775–1833)، مؤلف "دراسة الغلاف الجوي".
- هواشي بانري (1778–1852)، مؤلف "العلوم الفيزيائية".
- تكاهاشي كاجياسو (1785–1829).
- ماتسوكا جوان.
- أوداجاوا يوان (1798–1846)، مؤلف "سوترا النباتات" و"العلوم الكيميائية".
- إيتو كيسوكي (1803–1901)، مؤلف "مصنف النباتات الغربية".
- تاكانو تشوي (1804–1850)، شارك في ترجمة كتاب عن تكتيكات الجيش البروسي.
- أوشيما تاكاتو (1810–1871)، مهندس أسس أول فرن صهر غربي الطراز وصنع أول مدفع غربي في اليابان.
- كاواموتو كومين (1810–1871)، مؤلف "الأجهزة الغريبة في الغرب البعيد".
- أوجاتا كوان (1810–1863)، مؤسس مدرسة تيكيجوكو، ومؤلف "مقدمة في علم الأمراض"، أول بحث ياباني في هذا المجال.
- ساكوما شوزان (1811–1864).
- هاشيموتو سوكيشي.
- هازاما شيغيتومي.
- هيروسي جينكيو، مؤلف "ملخص العلوم".
- تاكيدا أيازابورو (1827–1880)
- أوكوما شيغينوبو (1838–1922).